# 苏马斯 (华盛顿州)
苏马斯（英文：Sumas），是美国华盛顿州霍特科姆县下属的一座城市。根据 2000年美国人口普查，该市有人口960人。根据2010年美国人口普查，该市有人口1,307人。而2011年估计该市有1,325人。